# Begonia cupreata
Begonia cupreata là một loài thực vật có hoa trong họ Thu hải đường. Loài này được Henriq. mô tả khoa học đầu tiên năm 1861.